# Руссен, Викентий Осипович
Викентий Осипович Руссен (фр. Russen Vincent) (1823 или 1824—1897) — художник, педагог, переводчик, автор литографий и рисунков с изображением видов и историко-архитектурных памятников Крыма.

## Биография
Родился в 1823 (1824?) году предположительно в Феодосии. Родом из небогатой, но довольно многочисленной семьи французских подданных. С 1 августа 1835 по 28 июня 1839 года Викентий обучался в Феодосийском уездном училище. По окончании он «выдержал испытания в Симферопольской гимназии на учителя рисования, черчения и чистописания в уездных училищах» и получил соответствующее свидетельство от Императорской Академии художеств. 14 января 1846 года Руссен был определён на должность учителя в Перекопское уездное училище. Руссен подал прошение о переводе его в Феодосийское уездное училище и уже 25 января 1847 года приступил к обязанностям учителя рисования, черчения и чистописания в своей альма-матер. 4 октября 1849 года в Таврическом губернском правлении он принял присягу и вступил в подданство России. В том же году купил вместе с братьями одноэтажный каменный дом в Феодосии. В эти годы художник много путешествовал по Крыму и работал над картинами, помогал заведующему Феодосийским музеем древностей Евгению Францевичу де Вильневу в его исторических исследованиях и в подготовке к выходу альбома литографий видов и древностей Тавриды. В годы Крымской войны Руссен исполнял обязанности директора училища.
За заслуги во время Крымской войны был награждён бронзовой медалью на Андреевской ленте. По окончании войны он уволился из училища и 3 сентября 1856 году был назначен столоначальником в Феодосийский карантин. Возможно, это решение он принял по совету Е. Ф. де Вильнева, который был членом правления карантина и, вероятно, хлопотал за своего друга перед начальством.
30 апреля 1858 года Руссен стал переводчиком карантина, где и служил до отставки. В 1881 году «за усердную и беспорочную службу в классных чинах» был награждён орденом Св. Владимира 4-й степени. В 1888 году пожалован Знаком отличия за 40-летнюю беспорочную службу. 18 августа 1892 года в чине коллежского асессора В. О. Руссен вышел в отставку по болезни. Умер Руссен в 1897 году в Феодосии, похоронен на Старом городском кладбище. Своих детей у него не было, но имел большую родню — братья, их дети и внуки. По адресу улица Чехова, 3 сохранился дом Руссенов.

## Творчество

### Художественная манера
Творческая манера Руссена близка к произведениям с видами Тавриды, созданными художниками в конце XVIII — первой половине XIX века в стиле романтизма. Этот Жан-Кристоф Мивилль, Карло Боссоли, Фридрих (Федор) Гросс. Всех их привлекали пейзажи, памятники истории, разнообразие этнических типов крымских жителей, новая для Российской империи атмосфера мусульманского Востока. Зачастую пейзажи и старинные руины изображались с жанровыми преувеличениями. В романтическом направлении пейзажной живописи мастера старались передать ландшафт с определённой долей идеализации. Руссен несомненно испытывал и влияние своего земляка И. К. Айвазовского, внесшего существенный вклад в развитие романтического пейзажа, что сформировало более позднюю Киммерийскую школу. Романтическое осмысление пейзажа и архитектурных руин придавали некоторым работам Руссена фантастические оттенки. В художественной манере прослеживается некая пасторальность. Памятники зодчества окружены пышной зеленью, над ними мягкие облака с пробивающимися лучи солнца; море — тихое или с легким волнением, с лодками и парусниками. Для художника руины древних стен и башен, старинные храмы являются экзотическим фоном, на котором течёт жизнь крымских обывателей, полная насущных забот и глубокой веры в Бога. Художник интересуется всеми конфессиями — на его литографиях православные, греческие и армянские храмы, синагоги, мечети Крыма, который издавна населяли народы разных национальностей и вер.

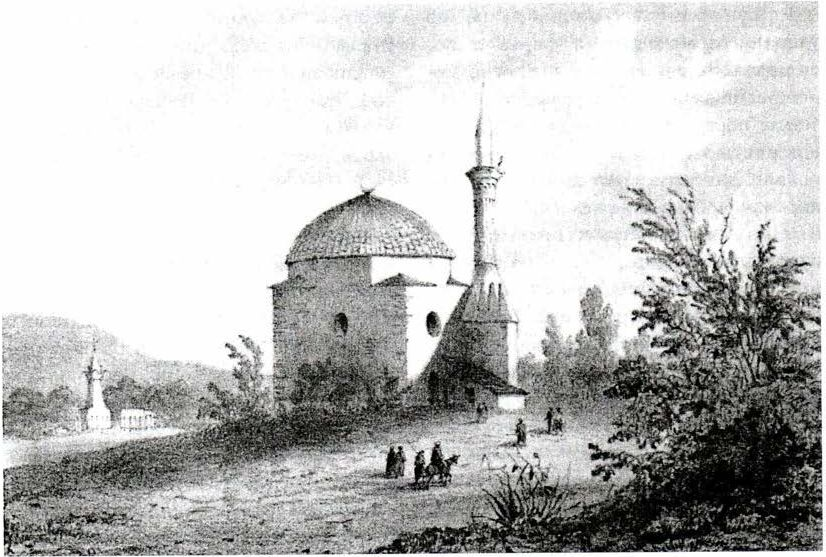
Мечеть в Карагозе
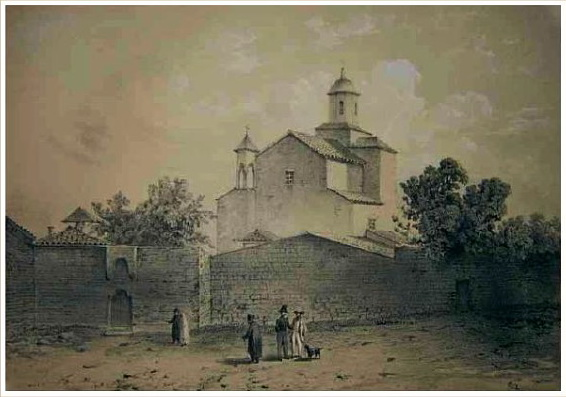
Армянская церковь архангелов Гавриила и Михаила в Феодосии
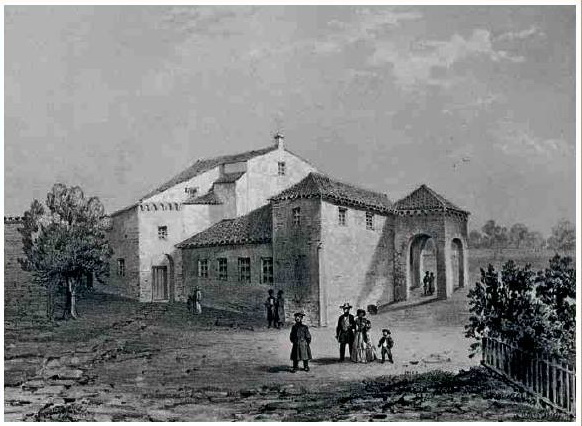
Церковь Сурб Саркис (Феодосия)

### Работы
В 1853—1858 годах в Париже вышел составленный Е. Ф. де Вильнёвым «Исторический и художественный альбом Тавриды», иллюстрированный 35 литографиями авторства В. О. Руссена с видами и памятниками архитектуры Феодосии, Судака, Карагоза, Алушты, Гурзуфа, Инкермана, Балаклавы. В альбом вошли также три литографии И. К. Айвазовского, который всемерно поддерживал авторов. Альбом в настоящее время библиографическая редкость и ценный источник по истории Крыма. Отдельные его экземпляры, имеющиеся в российских и зарубежных библиотеках, сохранились в разрозненном виде. Литографии в «Историческом и художественном альбоме Тавриды» характеризуют Руссена как крепкого, хотя и ординарного мастера. В свое время его произведения имели успех не только в Феодосии. Так, его рисунки хранились в собрании Одесского музея древностей. После Великой Отечественной войны в рамках программы пополнения коллекций музеев, пострадавших в годы оккупации, шесть карандашных рисунков Руссена (с изображением мечетей в Карагозе, Колечь-Мечети и мечети в Старом Крыму) поступили из Одесского музея в фонды Феодосийского краеведческого музея (ныне вновь Феодосийский музей древностей).
Учеными Крымского федерального университета им. В. И. Вернадского — Э. Б. Петровой, А. В. Карпенко, совместно с директором Феодосийского музея древностей А. А. Евсеевым было подготовлено в 2015 году издание альбома на русском языке с научными комментариями. Основой издания стал экземпляр альбома из собрания Феодосийского музея древностей. В альбоме представлены литографии архитектурных и исторических памятников Крыма, снятые с натуры в середине XIX века. Утерянные части текста и иллюстрации взяты из альбомов, хранящихся в собраниях России и Украины. Впервые опубликованы рисунки В. О. Руссена из фондов Феодосийского музея древностей.
Гравюры и литографии собраны в изданиях:
- Villeneuve E. Album historique et pittoresque de la Tauride – Vol. 1 - 25. — Paris, 1858. — 200 с.
- Петрова Э. Б., пер. с фр. Карпенко. А. В. Исторический и художественный альбом Тавриды Евгения де Вильнёва и Викентия Руссена. — Палитра времени; Вып. 2. — Феодосия : Коктебель ; Симферополь : Н. Ореанда, 2015. — 233 с. — 1000 экз. — ISBN 978-5-9907290-4-9.